# Fabian Lenk

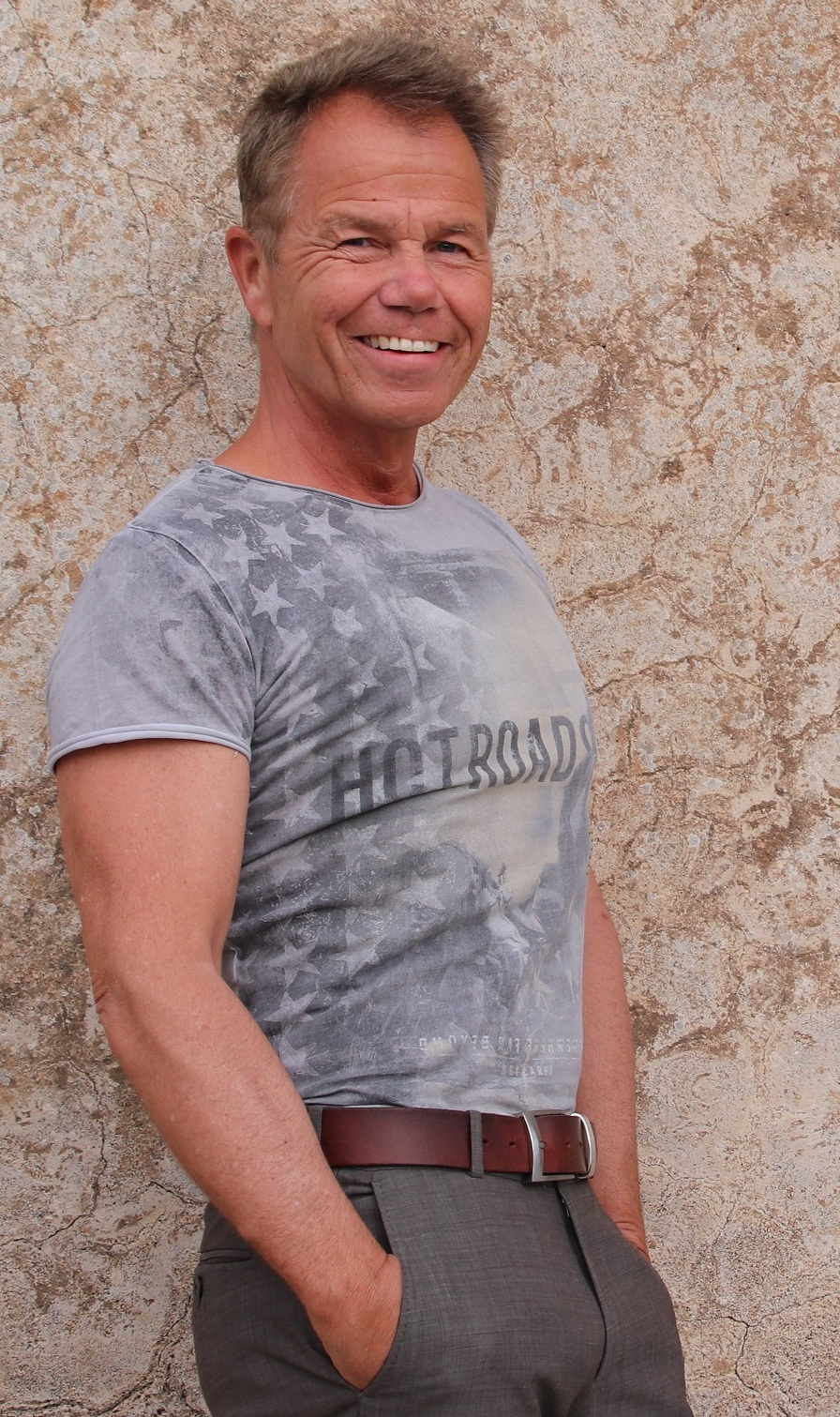
Fabian Lenk (2018)

Fabian Lenk (* 4. August 1963 in Salzgitter) ist ein deutscher Schriftsteller.

## Biografie
Nach dem Abitur studierte Fabian Lenk in München Diplom-Journalistik. Im Anschluss daran war er 25 Jahren als Reporter und leitender Redakteur bei verschiedenen Printmedien tätig, bevor er sich ganz dem Schreiben von Büchern widmete. Sein früherer Beruf als Zeitungsredakteur hat Einfluss auf seine Kriminalromane, die er für Erwachsene und Kinder schreibt. In seinen Kinderkrimis spiegeln sich Fabian Lenks Erfahrungen als Redakteur und seine Rechercheroutine wider. Elemente des Detektivromans werden verknüpft mit historischen und geografischen Sachinformationen. Umfangreiche Glossare unterstützen das Ziel, den Lesern Informationen über den jeweiligen Schauplatz zu vermitteln. Einige seiner Bücher behandeln auch das Thema Fußball. Dies entspricht seiner Vorliebe für diese Sportart.  
Inzwischen sind rund 230 Bücher erschienen, die in 19 Sprachen übersetzt wurden und sich über vier Millionen Mal verkauften.
Viele seiner Werke sind mittlerweile als Hörbücher erschienen, darunter die Serien Die Zeitdetektive, Die Schatzjäger und 1000 Gefahren.
Fabian Lenk lebt mit seiner Frau in Bruchhausen-Vilsen (Niedersachsen).

## Werke

### Kinderbücher (Auswahl)
- Das Rätsel der roten 13
- Gefahr aus der Tiefe, arsEdition, 2010. ISBN 978-3-7607-1612-1

#### Die Zeitdetektive
siehe Hauptartikel Die Zeitdetektive

#### Das Schülergericht
- Dunkler Weg
- Tanz in den Abgrund
- Unter Verdacht
- Crashkids

#### Darklands
- Im Reich der Schatten
- Höhle des Schreckens
- Himmel in Flammen

#### Lesepiraten
- Lesepiraten: Feuerwehrgeschichten
- Lesepiraten: Polizeigeschichten

#### Löselöwen
- Leselöwen: Bandengeschichten
- Leselöwen: Detektivrätsel
- Leselöwen: Rätselkrimis 1
- Leselöwen: Geheimclubgeschichten

#### Tatort Geschichte
- Anschlag auf Pompeji
- Der Mönch ohne Gesicht
- Die Spur führt zum Aquädukt
- Falsches Spiel in der Arena
- Fluch über dem Dom
- Verschwörung gegen Hannibal
- Spurensuche am Nil
- Eine Falle für Alexander

#### Tatort Erde
- Der Dieb mit der roten Maske
- Verrat im Tal der Könige

#### 1000 Gefahren
- Der Tempel der 1000 Gefahren
- Der Berg der 1000 Gefahren
- Das Meer der 1000 Gefahren
- Die Burg der 1000 Gefahren
- Die Pyramide der 1000 Gefahren
- Das Fußballspiel der 1000 Gefahren
- Die Wüste der 1000 Gefahren
- 1000 Gefahren auf dem Piratenschiff
- 1000 Gefahren im Gruselschloss
- 1000 Gefahren in der Drachenhöhle
- 1000 Gefahren bei den Rittern der Tafelrunde
- 1000 Gefahren im alten Rom
- 1000 Gefahren bei den Wikingern
- 1000 Gefahren bei den Samurai
- 1000 Gefahren im Reich des Pharao
- 1000 Gefahren im Fußballstadion
- 1000 Gefahren bei den Dinosauriern
- 1000 Gefahren bei den Indianern
- 1000 Gefahren im Reich des Maharadschas
- Das Handy der 1000 Gefahren
- Die Safari der 1000 Gefahren
- Agent der 1000 Gefahren
- 1000 Gefahren in den USA
- 1000 Gefahren in der Wildnis
- Die Mannschaft der 1000 Gefahren
- Konsole der 1000 Gefahren
- 1000 Gefahren auf dem Mars
- 1000 Gefahren in der Schule des Schreckens
- Das Laserschwert der 1000 Gefahren
- Der Superheld der 1000 Gefahren
- Der Schulbus der 1000 Gefahren. Ravensburger 2022, ISBN 978-3-473-52228-6

#### 1000 Gefahren junior
- 1000 Gefahren junior: Böses Spiel im Dinopark. Ravensburger 2021, ISBN 978-3-473-46049-6
- 1000 Gefahren junior: Aufruhr in der Ritterburg. Ravensburger 2021, ISBN 978-3-473-46052-6
- 1000 Gefahren junior: Das Geheimnis der Pirateninsel. Ravensburger 2022, ISBN 978-3-473-46050-2
- 1000 Gefahren junior: Disney Villains: Chaos beim Korallenfest. Ravensburger 2022, ISBN 978-3-473-49691-4
- 1000 Gefahren junior: Heiße Spur im Wilden Westen. Ravensburger 2022, ISBN 978-3-473-46060-1

#### Dino Terra
1. T-Rex-Alarm
2. Im Reich der Donnerechsen
3. Angriff des Triceratops
4. Der Schatz der Schreckenskrallen
5. Flammen über dem Dino-Park
6. In den Fängen der Dimetrodons
7. Das Geheimnis des Kronosaurus
8. Auf der Spur der Dino-Jäger

#### Die Schatzjäger
1. Die Maske der Maya
2. Das Skelett im Eis
3. Der gläserne Löwe
4. Das Schwert des Kaisers
5. Das Gold des Zauberpriesters
6. Der Raub der Mumie
7. Das magische Buch
8. Im Bann der blauen Steine

#### Heiße Spur
- Kairo – Götter, Gift und Grabräuber; ISBN 978-3-7607-2759-2
- Shanghai – Jagd nach dem T-Rex; ISBN 978-3-7607-2760-8
- Manoa – Verschollen im Dschungel; ISBN 978-3-7607-2845-2
- London – Die Virusfalle; ISBN 978-3-7607-3497-2

### Bücher für Erwachsene
- GrafiTäter und GrafiTote: Paparazzi-Poker. grafit, Dortmund 2001; 190 S.; ISBN 3-89425-258-8
- GrafiTäter und GrafiTote: Der Gott der Gosse. grafit, Dortmund; ISBN 3-89425-223-5
- GrafiTäter und GrafiTote: Schlaf, Kindlein, schlaf! grafit, Dortmund; ISBN 3-89425-075-5
- GrafiTäter und GrafiTote: Mitgefangen, Mitgehangen. grafit, Dortmund; ISBN 3-89425-209-X
- GrafiTäter und GrafiTote: Schattenland. grafit, Dortmund; ISBN 3-89425-241-3
- GrafiTäter und GrafiTote: Brandaktuell. grafit, Dortmund; ISBN 3-89425-064-X

### Tonträger
- Leselöwen – spitzt die Ohren!: Detektivrätsel, JUMBO Verlag, Hamburg 2006; ISBN 978-3-8337-1601-0
- Serie Die Zeitdetektive, JUMBO Verlag, Hamburg (seit 2006)
- Kairo – Götter, Gift und Grabräuber, JUMBO Verlag, Hamburg 2008; ISBN 978-3-8337-2219-6
- Der Leserabe erzählt: Das schwarze Drachenboot. Ein Krimi aus der Wikingerzeit, JUMBO Verlag, Hamburg 2010; ISBN 978-3-8337-2586-9
- Serie Die Schatzjäger, JUMBO Verlag, Hamburg (seit 2011)